# Фишер, Фриц Эрнст
Фриц Эрнст Альберт Фи́шер (нем. Fritz Ernst Fischer) (родился 5 октября 1912, Берлин-Тегель — 2003, Ингельгейм-на-Рейне, Рейнланд-Пфальц) — хирург, врач системы концлагерей, штурмбаннфюрер СС, один из ближайших помощников профессора  Карла Гебхардта. Осужден к пожизненному тюремному заключению по делу Карла Брандта и др.

## Биография
Сын торговца. Изучал медицину в Берлинском, Боннском и Лейпцигском университетах. В начале своей карьеры Фишер работал ассистентом у Бертольда Остертага в госпитале имени Рудольфа Вирхова в Берлине. В феврале 1934 года он вступает в СС, а 1 мая 1937 года и в НСДАП. Через два года переведён в лазарет СС в Хоенлихене, находящийся в ведомстве войск СС. Там он работал ассистентом профессора Карла Гебхардта, который впоследствии был приговорён к смертной казни на Нюрнбергском процессе над врачами. Позже был переведён в концлагерь Равенсбрюк, где совместно с д-ром Перси Трейте проводил эксперименты над заключёнными женщинами по изучению сульфаниламида. В мае 1943 года отправляется на фронт. После ранения и ампутации правой руки (18 августа 1944 года) переводится в берлинский госпиталь Шарите.
Был женат, имел трёх детей — двух сыновей и одну дочь.

## Нюрнбергский процесс над врачами
Предстал в качестве одного из обвиняемых на процессе над врачами. Нюрнбергский процесс над врачами проходил с 9 декабря 1946 до 20 августа 1947 года.
Ему были предъявлены обвинения в преступных экспериментах по изучению сульфаниламида, а также по пересадке мышц, нервов и костной ткани.
В своей оправдательной речи он говорил: «В то время я был солдатом, и, кроме того, работал под руководством достаточно сильной личности. Мне был дан ясный приказ о проведении тех исследований, результаты которых смогут помочь солдатам на фронте».
За преступления против человечности, военные преступления и участие в преступных организациях приговорён к пожизненному заключению. 31 января 1951 года срок был снижен до 10 лет. Досрочно освобождён 1 апреля 1954 года.
После освобождения работал в концерне Boehringer Ingelheim.